# ፀ
Cette page contient des caractères éthiopiques. En cas de problème, consultez Aide:Unicode ou testez votre navigateur.
ፀ (« tzä ») est un caractère utilisé dans l'alphasyllabaire éthiopien comme symbole de base pour représenter les syllabes débutant par le son /t͡sʼ/.

## Usage
L'écriture éthiopienne est un alphasyllabaire ou chaque symbole correspond à une combinaison consonne + voyelle, organisé sur un symbole de base correspondant à la consonne et modifié par la voyelle. ፀ correspond à la consonne « tz » (ainsi qu'à la syllabe de base « tzä »). Les différentes modifications du caractères sont les suivantes :
- ፀ : « tzä »
- ፁ : « tzu »
- ፂ : « tzi »
- ፃ : « tza »
- ፄ : « tzé »
- ፅ : « tze »
- ፆ : « tzo »
- ፇ : « tzoä »

ፀ est le 24e symbole de base dans l'ordre traditionnel de l'alphasyllabaire.

## Historique

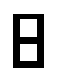
Caractère « z » de l'alphabet arabe méridional.

Le caractère ፀ est dérivé du caractère correspondant de l'alphabet arabe méridional.

## Représentation informatique
- Dans la norme Unicode, les caractères sont représentés dans la table relative à l'éthiopien[1] :
  - ፀ : U+1340, « syllabe éthiopienne tzä »
  - ፁ : U+1341, « syllabe éthiopienne tzou »
  - ፂ : U+1342, « syllabe éthiopienne tzi »
  - ፃ : U+1343, « syllabe éthiopienne tza »
  - ፄ : U+1344, « syllabe éthiopienne tzé »
  - ፅ : U+1345, « syllabe éthiopienne tze »
  - ፆ : U+1346, « syllabe éthiopienne tzo »
  - ፇ : U+1347, « syllabe éthiopienne tzoä »